# Marrellomorpha
Classe
Ordres de rang inférieur
- † Acercostraca
- † Cyclina
- † Marrelliina
- † Mimetasterida

Marrellomorpha est une classe d'un groupe-couronne d'arthropodes fossiles connus du Cambrien au Dévonien inférieur. Ces organismes le plus souvent à corps mous, ne sont connus que dans des zones de conservation exceptionnelles, limitant leur distribution fossile.

## Historique et dénomination
La classe a été décrite par le zoologiste Karl Beurlen en 1934 à partir du nom du genre.

## Taxinomie

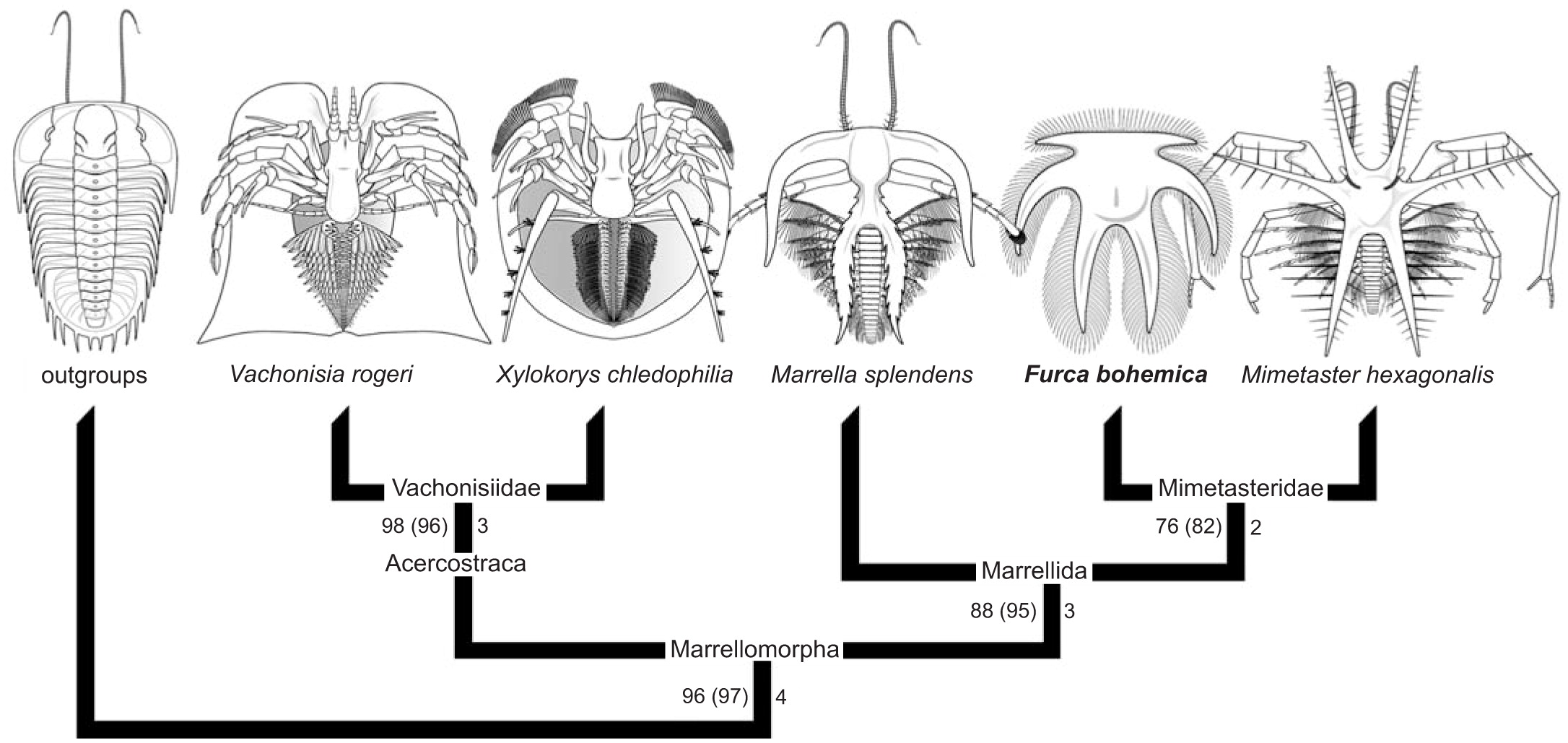
Phylogénie des marrellomorphes d'après Rak, 2013

Liste des genres
- † Furca
- † Marrella
- † Mimetaster
- † Vachonisia
- † Xylokorys

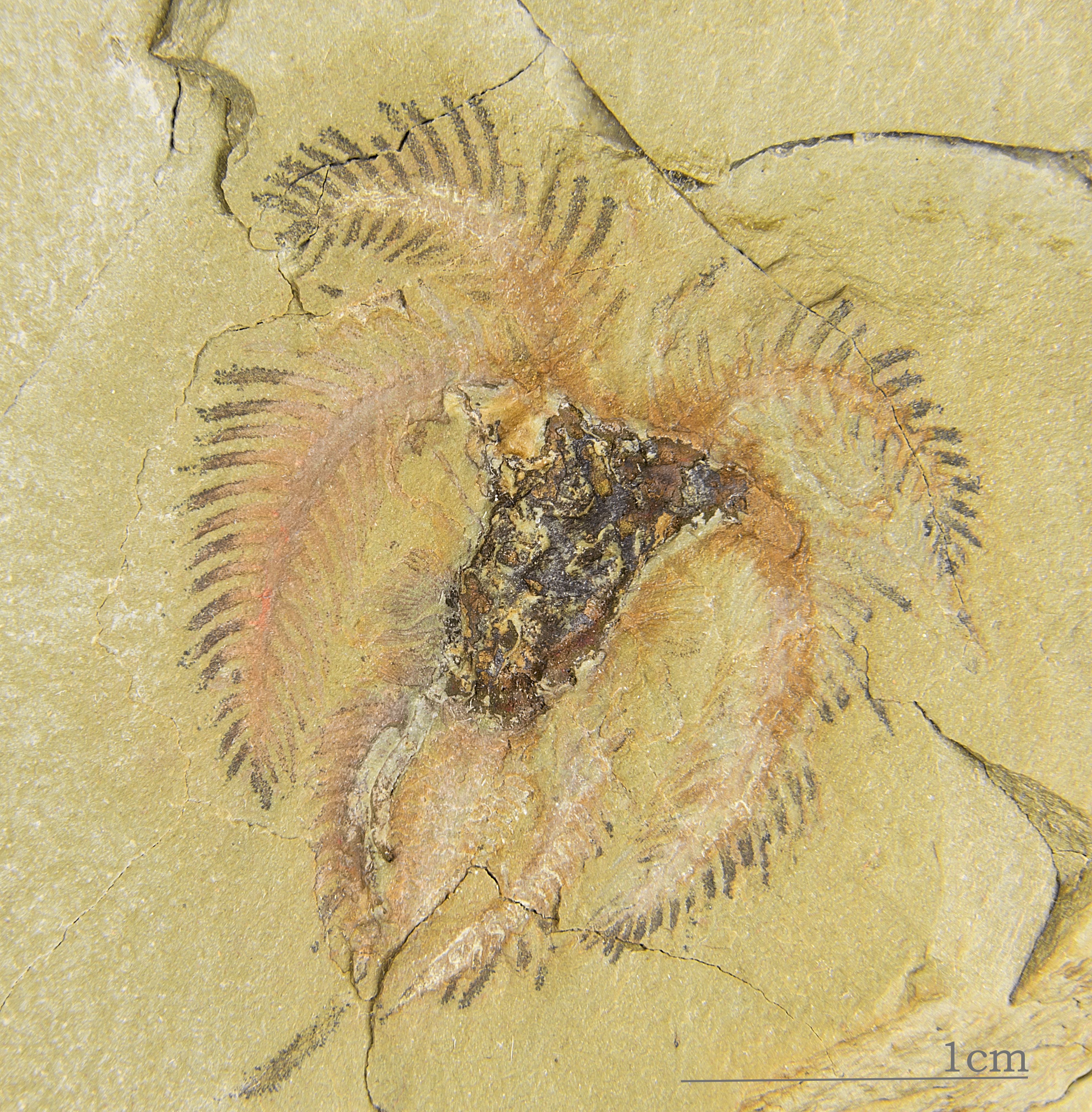
Furca mauretanica de la formation des argiles de Fezouata au Maroc.
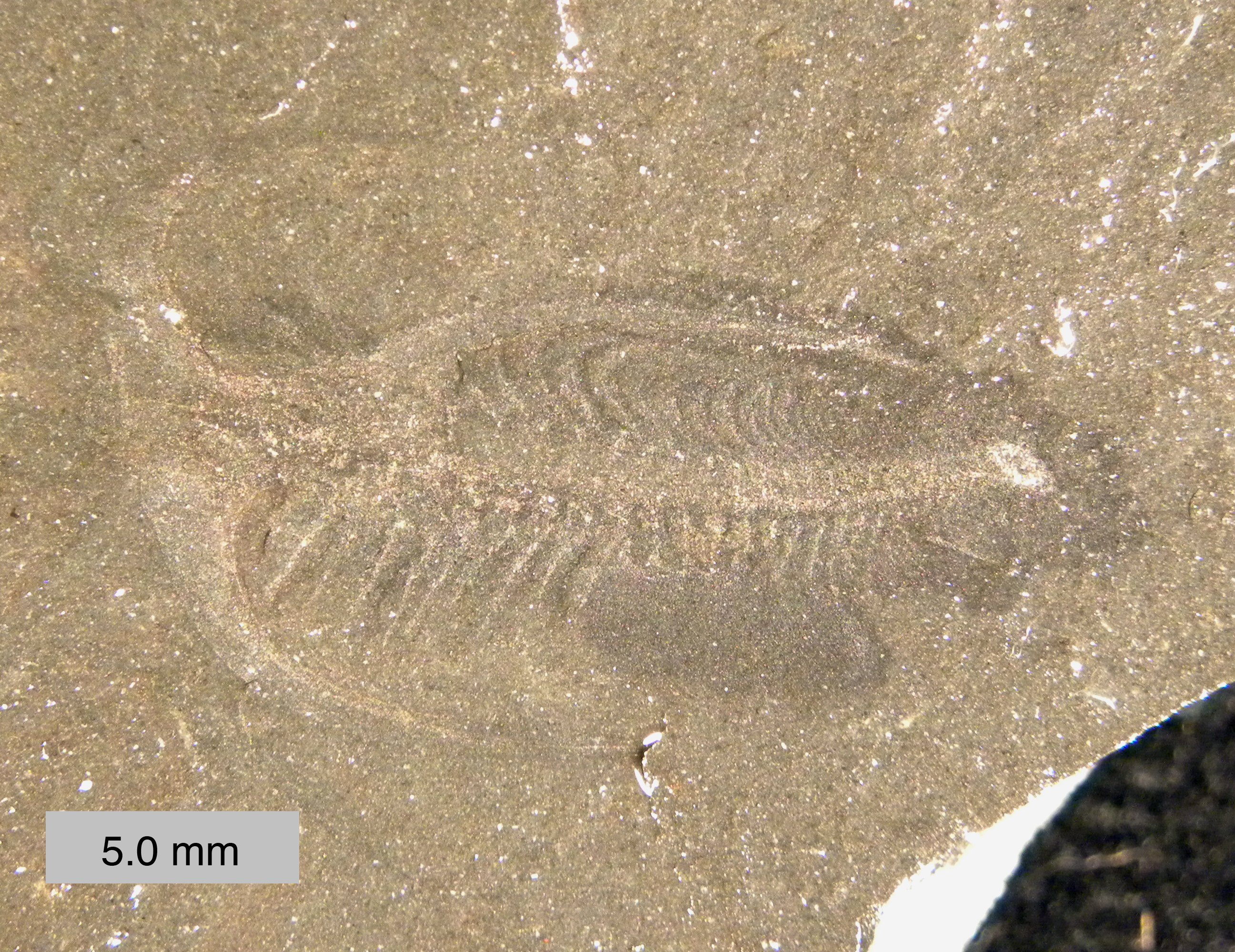
Marrella splendens des schistes de Burgess au Canada.